# Landschaftsschutzgebiet Resthochmoorfläche Kreismoor
Das Landschaftsschutzgebiet Resthochmoorfläche Kreismoor ist ein Landschaftsschutzgebiet im Landkreis Aurich des Bundeslandes Niedersachsen. Es trägt die Nummer LSG AUR 00022 und liegt vollständig auf dem Gebiet der Gemeinde Großefehn.

## Beschreibung des Gebiets
Das 1985 ausgewiesene Landschaftsschutzgebiet umfasst eine Fläche von 0,12 Quadratkilometern und wird im Osten und Süden von der Kreismoorstraße begrenzt. Es ist eine Resthochmoorfläche mit unterschiedlichem Degenerationsstadien, dessen überwiegender Teil sich in der Sukzessionsstufe der Verbuschung und Bewaldung mit Birken befindet. Im Südwesten gibt es einzelne Parzellen Feuchtgrünland auf teilabgetorftem Hochmoor.

## Schutzzweck
Genereller Schutzzweck sind die „Sicherung von Resthochmoorflächen wegen ihrer Bedeutung aus morphologischer Sicht“, der „Erhalt von Rückzugsräumen einer spezialisierten Pflanzen- und Tierwelt“, sowie die „Belebung des Landschaftsbildes durch naturnahe Prägung.“